# Drordana limus
Drordana limus är en insektsart som beskrevs av Jacobi 1912. Drordana limus ingår i släktet Drordana och familjen dvärgstritar. Inga underarter finns listade i Catalogue of Life.